# پیره‌یوسفیان سفلی (کلیبر)
پیره‌یوسفیان سفلی (به ترکی آذربایجانی: اشغه پیرسفان) یکی از روستاهای استان آذربایجان شرقی است که در دهستان ییلاق بخش مرکزی شهرستان کلیبر واقع شده‌است.